# Aalten im Zweiten Weltkrieg
Die Geschichte der Stadt Aalten im Zweiten Weltkrieg hebt sich aus der Geschichte der Niederlande im Zweiten Weltkrieg insofern heraus, als die Bürger von Aalten besonders viele von den deutschen Besatzern Verfolgte, die untertauchen mussten, versteckten.

## Der Zweite Weltkrieg in Aalten

### Besetzung

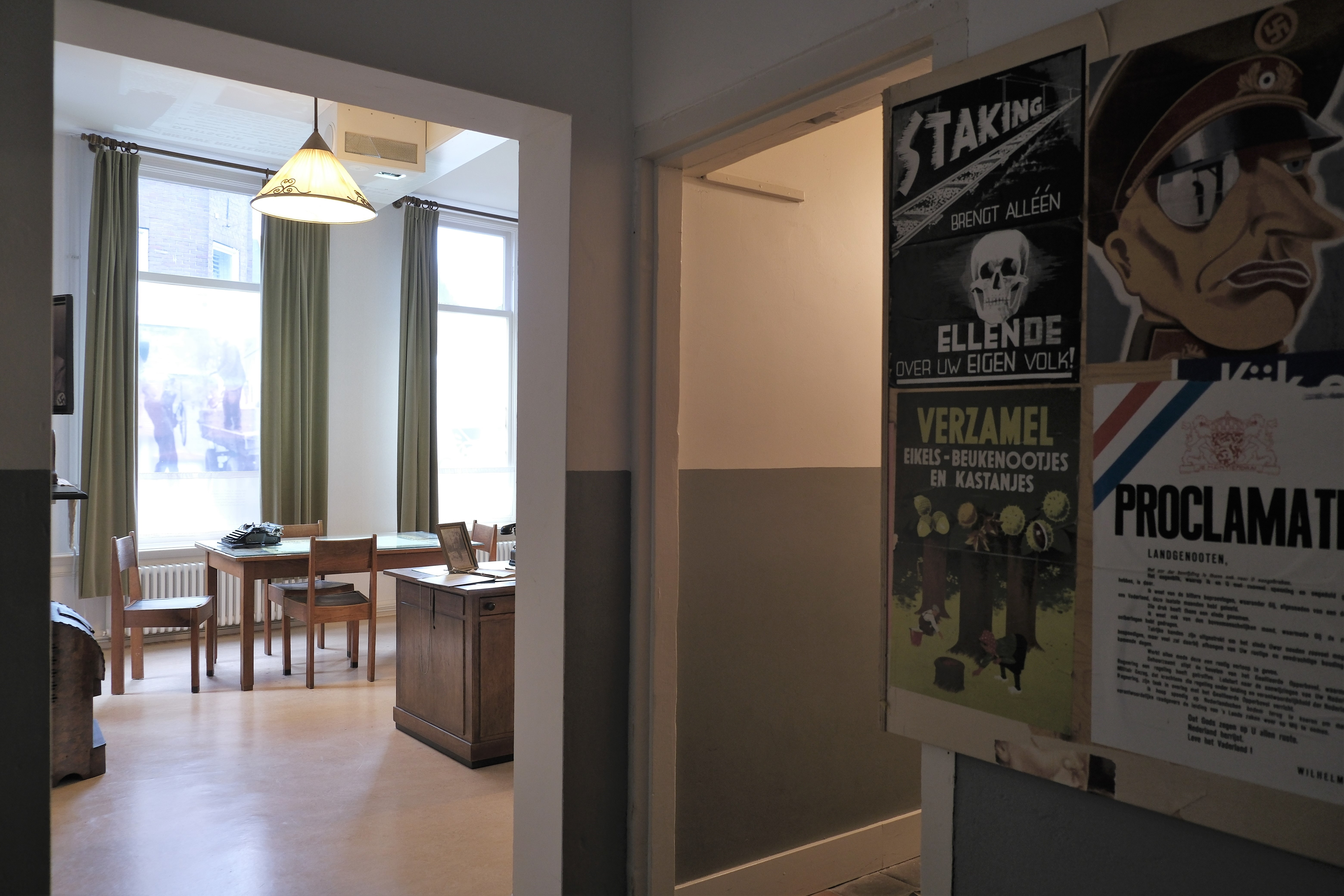
Im Nationaal Onderduikmuseum: Büro des Ortskommandanten und Plakate der Besatzungszeit

Am 10. Mai 1940, dem ersten Tag des deutschen Überfalls auf die Niederlande, marschierte die Wehrmacht um halb sechs morgens in Aalten ein. Die Einwohner sangen derweil am Straßenrand den Wilhelmus. Die deutschen Soldaten, die diesen Ausdruck des Patriotismus nicht verstanden, hielten das für eine Begrüßung und winkten den Aaltenern zu.
Nach der Bombardierung von Rotterdam am 14. Mai 1940 nahm die Gemeinde Aalten – Gruppe für Gruppe – 800 Kinder aus dem von der Luftwaffe zerstörten Rotterdamer Stadtteil Kralingen zur Ferienerholung auf. Als Scheveningen von den deutschen Besatzern zum Sperrgebiet erklärt und 1942 evakuiert wurde, nahmen Familien in Aalten 1000 Scheveninger bei sich auf.

### Rettung für „Untergetauchte“

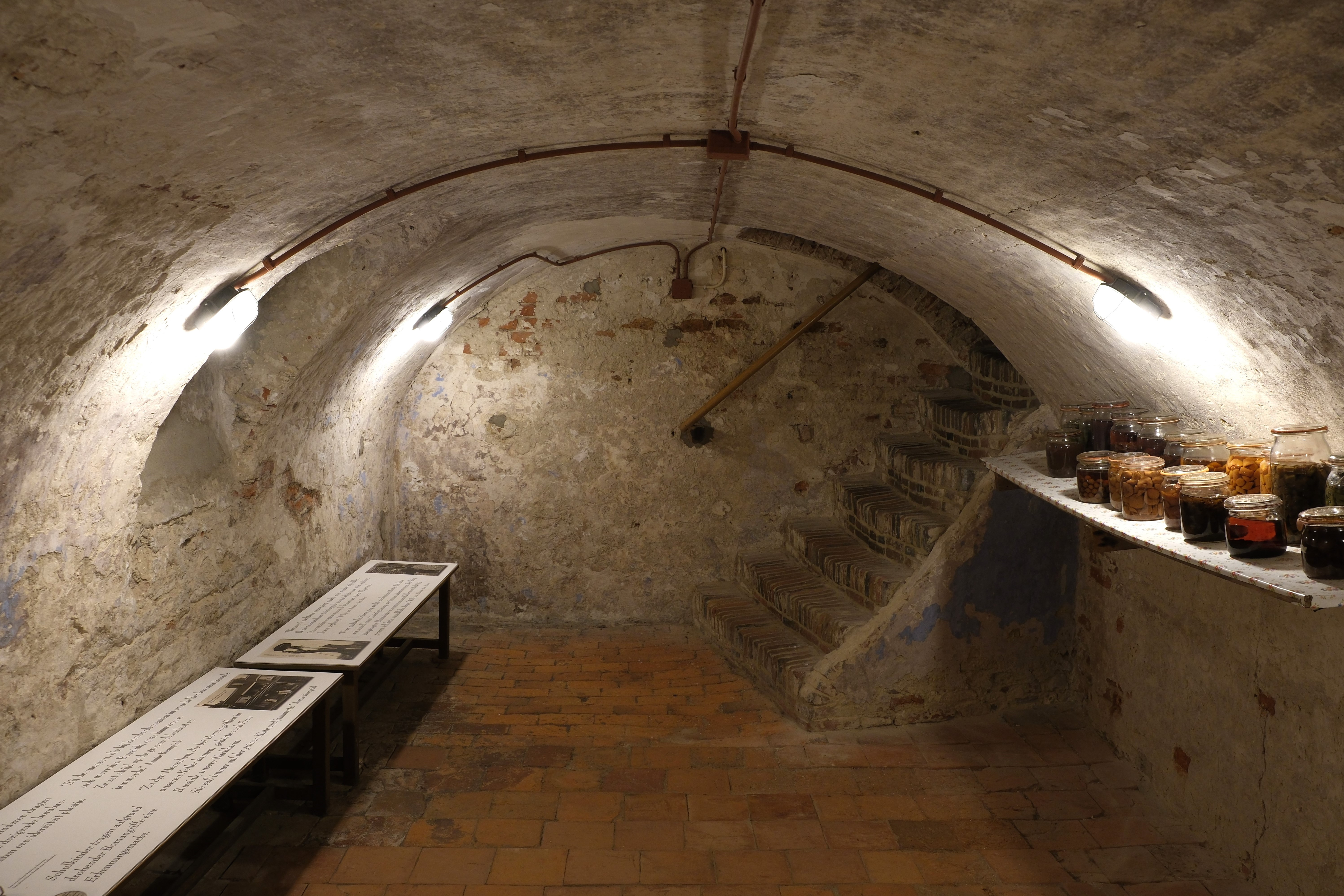
Keller im Museum am Markt 12

Die Hilfen für die Kralinger Kinder und für die Scheveninger bereiteten den Boden für eine noch größere Rettungstat: In Aalten konnten etwa 2500 Verfolgte „untertauchen“ – bei einer Einwohnerzahl von 13.000. Die „Untertaucher“ waren anfangs vor allem Juden und andere rassisch Verfolgte, geflüchtete politische Gegner des Nationalsozialismus sowie Widerstandskämpfer. 1943 und 1944 kamen junge Männer dazu (seltener auch junge Frauen), die sich der Zwangsarbeit entzogen.
Die Untergetauchten wurden teils in Häusern in der Stadt versteckt, teils auf Bauernhöfen ringsum. Eine dauernde Schwierigkeit war die Beschaffung von Lebensmitteln und Lebensmittelkarten für die Untergetauchten. Fürchten mussten sie stets Razzien, zumal die der Ordnungspolizei, der „Grünen Polizei“ (niederländisch: „de groenen“, wegen ihrer grünen Uniformen so genannt). In vielen Fällen konnten sie rechtzeitig vor der nächsten Razzia gewarnt werden und das Quartier wechseln. Tatkräftige Unterstützung erfuhren die Versteckten und diejenigen, die sie in ihre Obhut nahmen, von den reformierten und den katholischen Kirchengemeinden.

### Holocaust

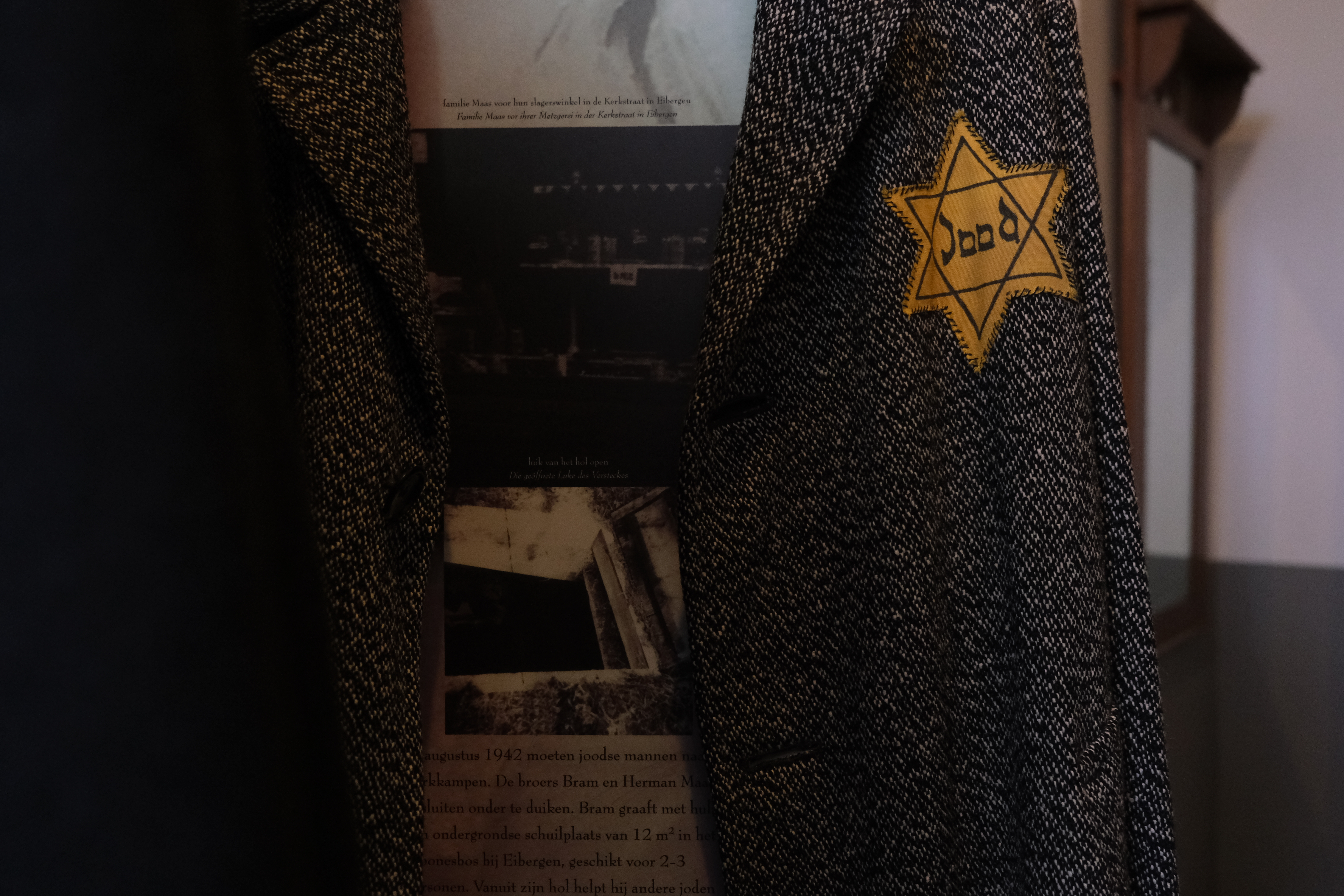
Jacke mit „Judenstern“ und Informationen über die Juden in Aalten

Vor dem Krieg hatte die jüdische Gemeinde in Aalten 85 Mitglieder gezählt. Öffentlich sichtbar wurde ihre Verfolgung, als 1941 – wie allerorten in den besetzten Niederlanden – an Hotels, Cafés, Grünflächen usw. „Voor Joden verboden“-Schilder angebracht wurden. Die jüdische Gemeinde brachte ihre Torarollen und andere religiöse Gegenstände aus der Synagoge in Sicherheit. In Erwartung der nächsten Schritte des Holocaust waren viele Juden bereits untergetaucht, als die Deutschen am 9. April 1943 eine „Judenrazzia“ durchführten. Dabei wurden sie von niederländischen Helfern unterstützt, vor allem von Mitgliedern der Nationaal-Socialistische Beweging (NSB), die als „Spürhunde“ nach versteckten Juden suchten. Diejenigen, die gefasst wurden, wurden in das Lager Vught deportiert und von dort die meisten ins Vernichtungslager Auschwitz.

### Zwangsarbeit
Gegen Ende des Krieges verschärfte sich die Terrorherrschaft der deutschen Besatzer. Aaltener Männer wurden zur Zwangsarbeit eingezogen, vor allem zur Beseitigung der Trümmer in der von Bomben zerstörten Nachbarstadt Bocholt. Die Deutschen nahmen Geiseln und machten bekannt, dass diese erst wieder entlassen werden würden, wenn die festgesetzten Quoten der Meldung zum „Arbeitseinsatz“ erfüllt seien. Am Sonntag, dem 30. Januar 1944, umstellten die Besatzer während des Gottesdienstes die Christelijke Gereformeerde Kerk und die Gereformeerde Westerkerk und führten 44 Männer im Alter zwischen 18 und 23 in die Zwangsarbeit.

### Bombenkrieg und Befreiung
Auch in Aalten kamen zahlreiche Einwohner im Bombenkrieg ums Leben. Seit 1941 wurde die Stadt von den Alliierten mehrfach bombardiert. Den schwersten Luftangriff flogen sie am 26. März 1943. Dabei und bei weiteren Bombardements der Royal Air Force und der US Air Force wurden 67 Einwohner getötet, davon 18 beim letzten Bomberangriff am 24. März 1945, sechs Tage vor der Befreiung.
Am 30. März 1945 wurde Aalten von britischen Truppen befreit, die von Bocholt kommend in die Stadt einrückten.

### Kriegsopfer
Außer den Bombenopfern starben im Zweiten Weltkrieg 50 weitere Einwohner der Stadt: 34 Juden wurden ermordet, 7 nichtjüdische Aaltener kamen in Konzentrationslagern zu Tode, 3 Widerstandskämpfer wurden in den Niederlanden hingerichtet, 2 Aaltener starben als Zwangsarbeiter und 4 als Freiwillige der Wehrmacht.
Von den 51 Juden, die in Aalten oder anderenorts hatten untertauchen können, blieben nach Kriegsende 43 in Aalten bzw. kehrten dorthin zurück.

## Gedenken

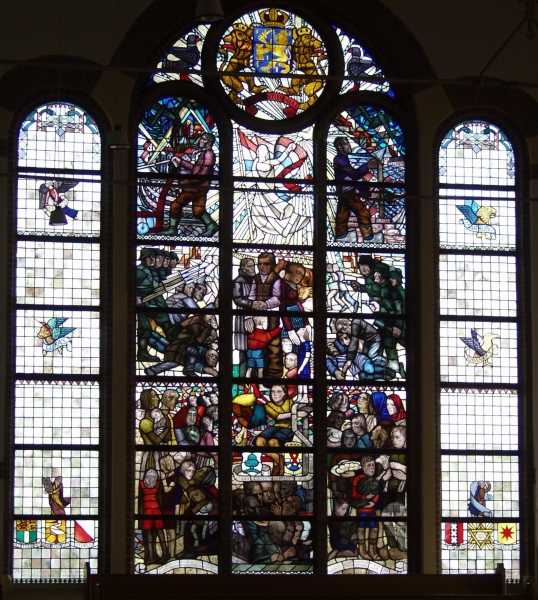
Das Fenster der Gedenkkapelle in der Oosterkerk in Aalten

Der niederländische Maler Marius Richters (1878–1955) und der niederländische Glasmaler Henri van Lamoen (1900–1949) schufen 1946 als Dank für die Hilfe der Aaltener ein Buntglasfenster in der Oosterkerk. Es zeigt unter anderem die Rotterdamer Kinder, „Untergetauchte“ sowie eine Bäuerin und einen Bauern, die sie aufnahmen. Die Gedenkkapelle in der Oosterkerk soll einerseits an die Schrecken des Krieges erinnern und andererseits an die erfahrene Gastfreundschaft und Rettung.

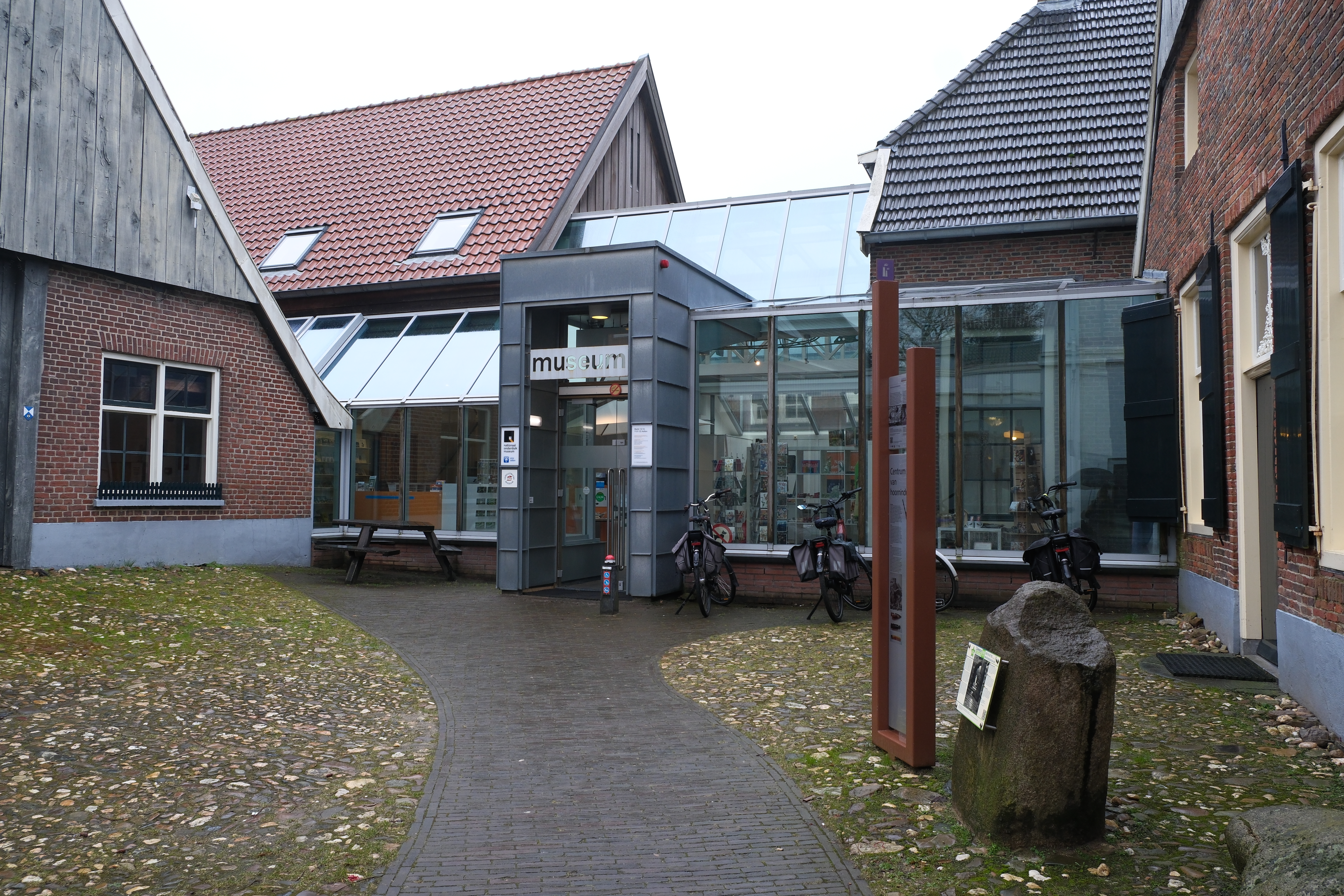
Nationaal Onderduikmuseum, Eingang im Hof hinter Markt 12

1956 wurde in Aalten ein Befreiungsdenkmal errichtet.
Im Gebäude Markt 12 wurde 2004 das Nationaal Onderduikmuseum eingerichtet. In diesem Haus spiegelt sich „der ganze Krieg unter einem Dach“: Es war das Wohnhaus der Familie Kempink, dann der Sitz der deutschen Ortskommandantur, ein Zufluchtsort für die Nachbarn bei Bombenangriffen und ein Versteck für jene, die untertauchen mussten.